# ヒュー・パーシー (第3代ノーサンバーランド公爵)
第3代ノーサンバーランド公爵ヒュー・パーシー（英語: Hugh Percy, 3rd Duke of Northumberland KG KP PC FRS FSA、1785年4月20日 – 1847年2月11日）は、イギリスの貴族、政治家。庶民院議員（在任：1806年 – 1812年）、アイルランド総督（在任：1829年 – 1830年）を歴任した。1786年から1817年までパーシー伯爵の儀礼称号を使用した。
1807年の奴隷貿易廃止に賛成したが、カトリック解放には反対した。カトリック解放が行われた時期にアイルランド総督を務めており、『英国議会史』（1986年）と『アイルランド人名事典』（2009年）ではアイルランド総督としての働きが賞賛されているが、同時代の人物には総じて酷評されている。

## 生涯

### 生い立ち

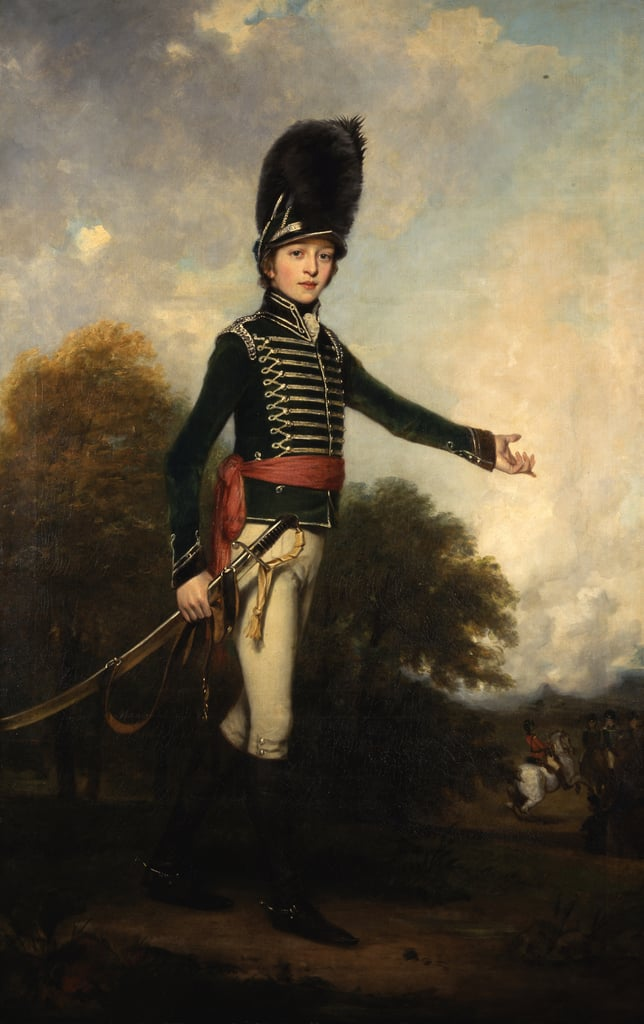
爵位を継承する前のパーシー伯爵ヒュー・パーシー、トマス・フィリップス画。

第2代ノーサンバーランド公爵ヒュー・パーシーと2人目の妻フランシス・ジュリア（旧姓バレル（Burrell）、1752年12月21日 – 1820年4月28日、ピーター・バレルの娘）の息子として、1785年4月20日に生まれ、5月21日に洗礼を受けた。1796年から1802年までイートン・カレッジで教育を受けた後、1802年6月30日にケンブリッジ大学セント・ジョンズ・カレッジに入学、1805年にM.A.の学位を修得した。1809年にはLL.D.の名誉学位を授与された。1803年8月13日、Percy Tenantry Volunteersの隊長に任命された。

### 議会生涯が始まるまで
父の第2代ノーサンバーランド公爵はコーンウォールのニューポート選挙区のパトロンであり、パーシーが成人すると同選挙区で当選させる予定を立てた。そのため、1803年にリチャード・ブリンズリー・シェリダンが息子トムを、1805年に初代オークランド男爵ウィリアム・イーデンが息子ジョージを当選させようと公爵に打診したときはいずれも拒否されている。1806年に初代グレンヴィル男爵ウィリアム・グレンヴィルを首班とする挙国人材内閣が成立したとき、内閣の有力者チャールズ・ジェームズ・フォックスが公爵に打診しなかったことで公爵の不興を買い、その代償として摂政王太子ジョージがパーシーに繰上勅書を発行するよう口添えすると申し出たときにも公爵に拒否されている。
同1806年にパーシーが成人すると、公爵はまずパーシーをノーサンバーランド選挙区で出馬させようとしたが、ノーサンバーランドではホーウィック子爵チャールズ・グレイの進退をめぐり不安定な情勢であり、オソルストン卿チャールズ・ベネットも出馬を目指した。首相グレンヴィル男爵もパーシー伯爵に議席を用意すると許諾して、6月中旬にはオークハンプトン選挙区で立候補させる用意をしたが、オークハンプトンでの立候補は実現しなかった。7月にエニスキレン選挙区で空きが生じると、議席を掌握する第2代エニスキレン伯爵ジョン・コールから指名権を与えられていた政府はパーシー伯爵に出馬を打診、パーシーもそれを受け入れた。しかし、首相グレンヴィル男爵が財務省秘書官ウィリアム・ヘンリー・フレマントルを自身の兄の初代バッキンガム侯爵が掌握するバッキンガム選挙区で当選させようとし、バッキンガム侯爵が反対したため、グレンヴィル男爵は候補者を入れ替えて、8月にパーシー伯爵をバッキンガムで、フレマントルをエニスキレンで当選させた。
9月にウェストミンスター選挙区の議員だったフォックスが死去すると、グレンヴィル男爵は2代ノーサンバーランド公爵にパーシー伯爵をウェストミンスターの補欠選挙に出馬させることを打診した。公爵が同意したため、パーシー伯爵はわずか1か月で議員を辞任して、再び選挙に立候補することになった。グレンヴィル男爵が打診した背景にはノーサンバーランド公爵が政府への不満を持ち、その支持を確保したいこともあったが、公爵が有権者のきわめて多いウェストミンスターにおいて（決定的ではないものの）唯一勢力を有すると言える人物だったこともあった。
ウェストミンスターではフォックスがグレンヴィル男爵や初代シドマス子爵と手を組んで組閣したことに急進主義者が不満を感じ、一方でホーウィック子爵など閣内のフォックス派はパーシー伯爵を支持した。海軍会計長官に就任したシェリダンは自身がフォックスの親しい友人で公的にもフォックスの政策を熱烈に支持したため、自身がフォックスの後継者として議員に就任すべきと考えていたが、兵站総監の第2代モイラ伯爵フランシス・ロードン＝ヘイスティングズの説得を受けて立候補を断念した。パーシー伯爵の対立候補になりうる第5代準男爵サー・フランシス・バーデットとジョン・フィルポット・カランが立候補を辞退したこともあり、パーシーは10月7日に無投票で当選した。
ウェストミンスターでの当選からわずか1週間後に政府が議会解散を決定、1806年イギリス総選挙が行われることとなった。シェリダンがいち早く立候補を表明したため、内閣は与党候補2人の争いを避けるよう、やむなくシェリダン支持を表明した。ノーサンバーランド公爵はシェリダンの評判が悪く、長男の同僚としてふさわしくないと考えた上、内閣がパーシーの当選以前に解散を決定した上で自身に知らせなかったと怒り（ただし、『英国議会史』はこの考えが誤りだとしている）、パーシーの再選を目指さなかった。公爵は続いてパーシーをケンブリッジに向かわせ、ケンブリッジ大学選挙区で当選する見込みがないことを確かめた後、ノーサンバーランド選挙区から出馬させることを検討したが、そこで当選する見込みも薄かったため、代わりに自身の懐中選挙区であるコーンウォールのローンストン選挙区でパーシーを当選させた（11月4日）。

### 庶民院議員
議会では1807年2月23日の初演説で1807年奴隷貿易法（奴隷貿易の廃止）に賛成し、奴隷制度の廃止計画を披露した。さらに「1810年1月1日以降に生まれた黒人は自動的に解放される」とする修正動議を提出して否決され、3月16日に奴隷貿易法が可決されると17日に「特定の日付以降に生まれた奴隷の子供を自動的に解放する」という趣旨の法案を提出したが、奴隷制度廃止論者のウィリアム・ウィルバーフォースは議会戦術（急進的な法案であり、廃止論者への敵意を惹起して貴族院で奴隷貿易法が否決される可能性が増す）を理由に反対した。同年4月には内閣への評価について奴隷貿易の廃止を賞賛しつつ、カトリック解放を目指したことを批判した。
1807年5月の総選挙ではパーシーがコーンウォールに滞在して、ローンストン選挙区で難なく再選した。一方、ノーサンバーランドでは父の決定により大きな動きがあった。というのも、父の2代ノーサンバーランド公爵は1806年総選挙の件を根に持っており、4月末に現職議員だったホーウィック子爵が公爵に再選を目指すことを告げると、公爵は即座に自身の代表に指示を送り、州会議を開催して候補者を決めることと、パーシー伯爵が州から招集をかけられた場合には受諾して立候補する予定であると公表させた。1806年11月の総選挙では公爵が行動せず、ホーウィック子爵が無投票で再選したが、1807年5月にはアメリカ航海法案（American intercourse bill）とカトリック解放問題でホーウィック子爵が人気を失っており、『英国議会史』ではこれを公爵の行動の理由だとしている。パーシーがポートランド公爵派からも支持されていて、当選確実とされた一方、ホーウィック子爵とその支持者はパーシーには勝てなくても、もう1人の現職議員であるトマス・リチャード・ボーモントには勝てると踏んだが、選挙資金の不足により立候補を断念、パーシーは不在のまま無投票で当選した。2選挙区で当選したパーシーはノーサンバーランド選挙区の代表として議員を務めることを選択した。
再選以降は父と同じくコペンハーゲン遠征を支持したが、1809年2月にシントラ協定への批判演説をして、協定への反対票を投じた。1809年にスペンサー・パーシヴァルを首相とするパーシヴァル内閣が成立すると、海軍卿の第3代マルグレイヴ男爵ヘンリー・フィップスがパーシヴァルの許可を受けてパーシーの下級海軍卿（Lord of the Admiralty）就任を打診したが、公爵に拒否された。続いてパーシヴァルが自ら公爵に手紙を書き、公爵の支持を求めるとともにパーシーを下級大蔵卿（Lord of Treasury）に任命することを打診したが、やはり公爵に拒否されている。この時期のパーシーは父の指示を受けて議会に登院しなかったが、1810年1月には登院して投票するようになり、父から叱責された。その後も1810年3月にワルヘレン遠征で野党ホイッグ党に同調して投票、ホイッグ党から支持を期待されたが、5月の選挙改革をめぐる採決では反対票を投じた。
1811年に摂政王太子ジョージが政権交代を検討すると、公爵は王太子の代表から王太子が公爵と野党の指導者の和解を望むとのメッセージを受けたが、結局王太子が政権交代を断念、パーシーもそれ以降に野党に同調して投票した記録はなかった。同年末には公爵がパーシーを貴族院議員に就任させることを望むようになり、1812年2月20日に首相パーシヴァルが繰上勅書の決定をパーシーに告知した。3月12日、パーシーは正式に繰上勅書を受けて、パーシー男爵位を継承して貴族院に移籍した。

### ノーサンバーランド公爵

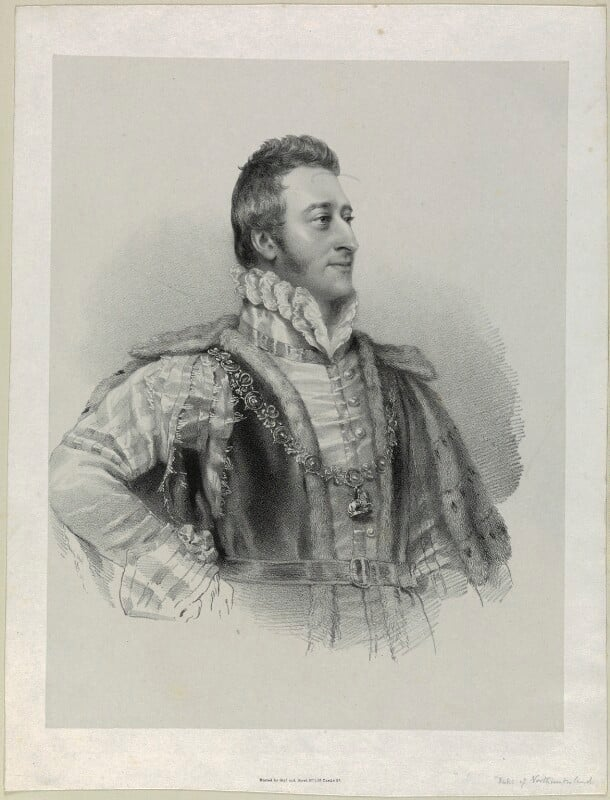
シャルル10世戴冠式での第3代ノーサンバーランド公爵。リチャード・ジェームズ・レーンによる、クリスティーナ・ロバートソンの作品に基づくリトグラフ。

1817年7月10日に父が死去すると、ノーサンバーランド公爵位を継承した。24日、父の後任としてノーサンバーランド統監に任命された。1819年11月25日、ガーター勲章を授与された。1821年7月19日に国王ジョージ4世の戴冠式に出席した。1822年1月16日から1847年に死去するまでノーサンバーランド海軍次官を務めた。
貴族院では1820年に起こったジョージ4世とキャロライン王妃の離婚事件で政府の立場を支持して、キャロライン王妃の「不倫」を批判した。
1825年2月8日、イギリス代表としてフランス王シャルル10世の戴冠式に出席した。このとき、5万ポンドとされる出費を自腹で支払うことを堅持して、華美な服装やいで立ちを人々に印象づけたという。帰国した後、政府より10,000ポンドの価値がある宝剣を贈られた。同年3月23日、枢密顧問官に任命された。

### アイルランド総督
1829年1月、首相初代ウェリントン公爵からアイルランド総督への就任を打診され、1年か1年半ほどで退任することを条件に受諾した後、2月2日に正式に任命され、3月6日にダブリンに到着した。同日には聖パトリック勲章を授与された。アイルランド総督の年俸は3万ポンドだったが、就任にあたり1万ポンド減額を申し出た。
アイルランド総督の就任許諾について、同時代のチャールズ・グレヴィルは回想録でノーサンバーランド公爵が富を見せびらかすために受諾したと述べた。『アイルランド人名事典』（2009年）はウェリントン公爵がノーサンバーランドにその富を見せつつ王のような超然した態度をとることを期待したとし、『オックスフォード英国人名事典』はノーサンバーランド公爵が就任あたり「王のような演出」をするよう命じられ、実際にダブリンへの道中のスタッフォードシャーで（シャルル10世戴冠式に持って行った）9万ポンドの価値があるプレートなどを持ち、兵隊の護衛を受けて進む馬車隊が目撃されている。就任後は下馬評通り、アイルランド総督の宮廷における格式を昔のような華美さに回復させた。
ノーサンバーランド公爵の総督就任はちょうどカトリック協会弾圧法案の可決と重なり、ウェリントン公爵は7月にはノーサンバーランド公爵にアイルランドの安寧を維持するよう強い手段をもって臨むことを促した。
1829年ローマ・カトリック信徒救済法が可決された後もダニエル・オコンネルなどの合同解消派は活動を続けており、ノーサンバーランド公爵はオコンネルらへの対抗としてリチャード・レイラー・シェイルなどの穏健派を利用した。内閣への助言としては「オコンネルが合同解消を動議したら、彼の言い分を辛抱強く聞くべきである。そうすれば、不動の証拠をもって彼を論破できる」と述べた。
1830年11月にウェリントン公爵内閣が倒れると、ノーサンバーランド公爵もアイルランド総督を辞任した。

### 晩年
退任以降は政界引退してノーサンバーランドに住み、ときどきロンドンのノーサンバーランド・ハウスを訪れる程度だった。第1回選挙法改正には反対したが、アニック・カースルに住む時期が長く、大きな役割を果たすことはなかった。
文化面では1823年5月1日に王立協会フェローに選出されたほか、ロンドン考古協会フェローにも選出され、1834年より大英博物館理事（Trustee）の1人を務めた。1834年から1840年までケンブリッジ大学総長補佐（High Steward）を、1840年10月21日から1847年まで総長を務めた。1835年にケンブリッジ大学に大きな望遠鏡を寄付し、望遠鏡を置く建物や装置するための費用も捻出した。

1847年2月11日にアニック・カースルで死去、23日にウェストミンスター寺院のセント・ニコラス・チャペルに埋葬された。息子がおらず、爵位は弟アルジャーノンが継承した。

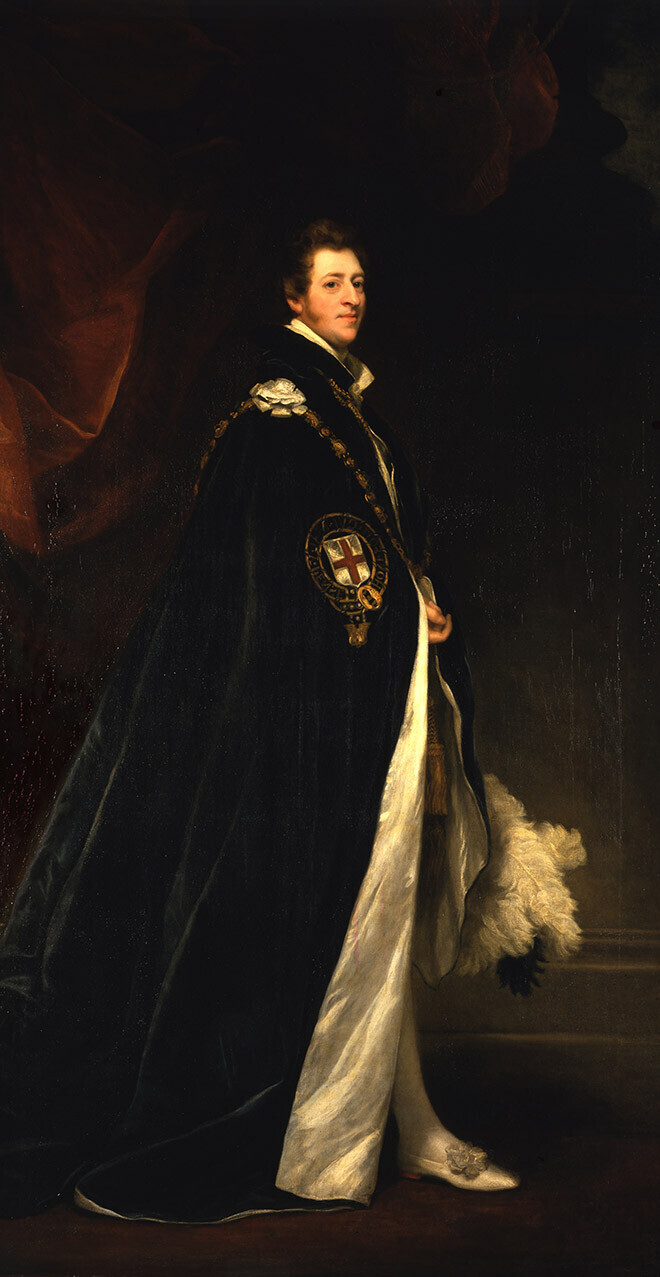
公爵を描いた肖像画。トマス・フィリップス（英語版）画、1828年。
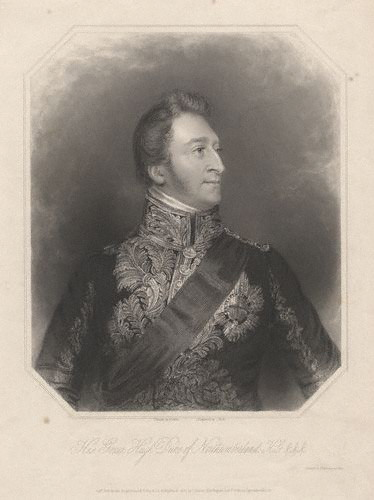
公爵の肖像画。（1838年）
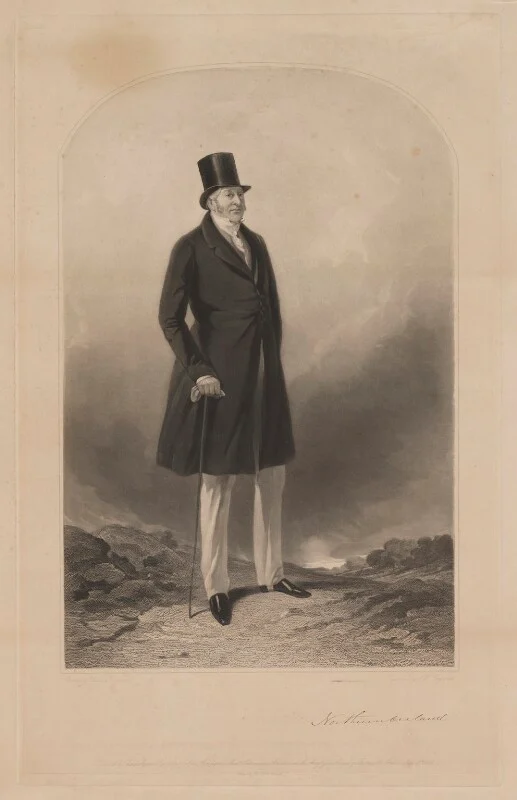
晩年の公爵。（1844年）

## 人物・評価

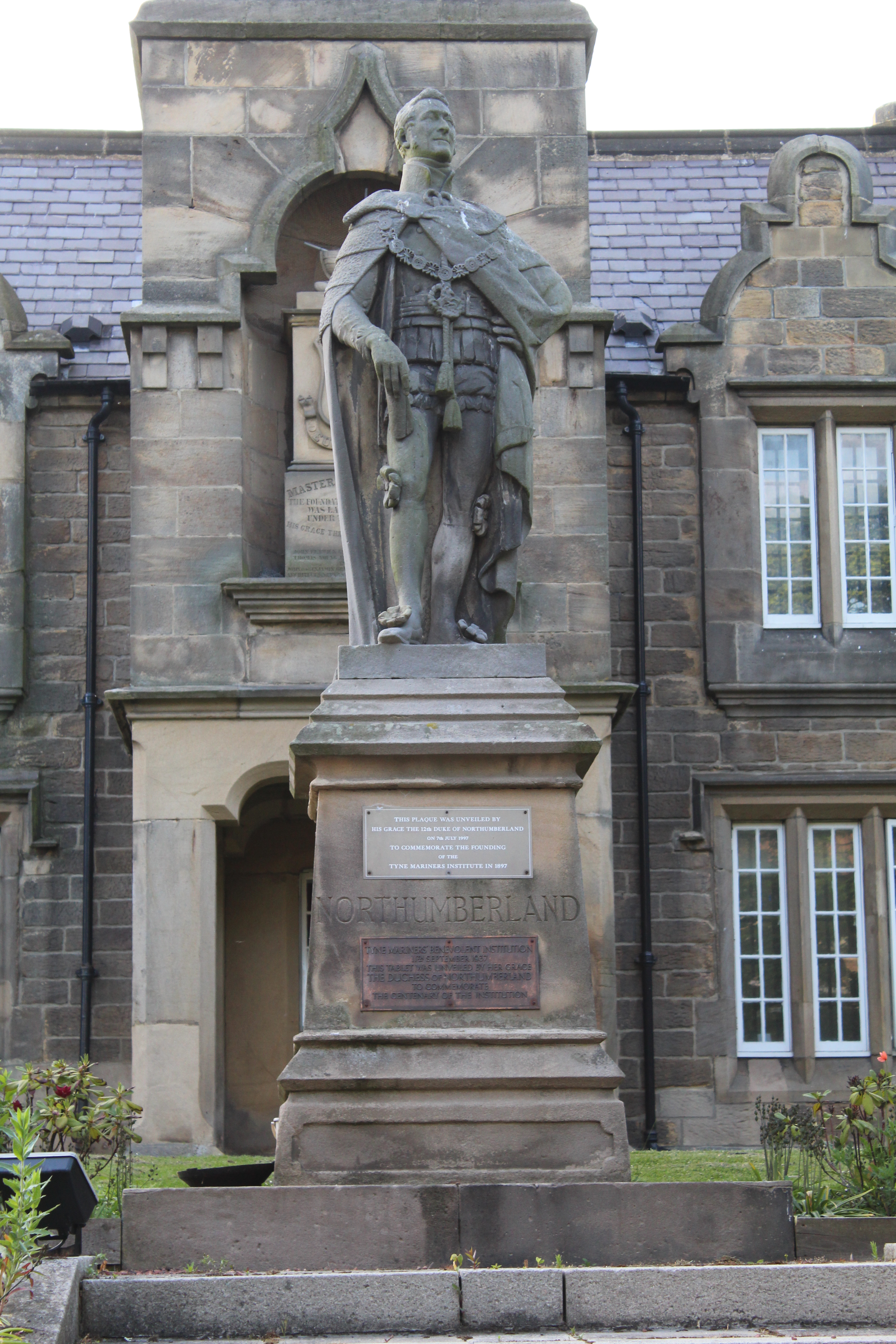
1839年から1841年ごろに立てられたノーサンバーランド公爵の彫像。現ノース・タインサイドにて2018年撮影。

### 人柄
第2代ノーサンバーランド公爵の支持を受けてローンストン選挙区で当選した第6代準男爵ジョン・スウィンバーンは1806年の総選挙でパーシーが父の指示を受けて、ケンブリッジに向けた後にノーサンバーランドに赴き、さらにコーンウォールに向かわせられたことについて、ホーウィック子爵に対しパーシーが「父の思い通りに行動させられ、まるで傀儡のようだ」と評した。ただし、『英国議会史』では2代公爵を「横柄で気難しい」と酷評し、その死をもってパーシーが「束縛から解き放たれた」と形容した上、パーシーに高い評価を下した。
同時代のハリエット・アーバスノットは公爵を「愚かで退屈な男」、「クロイソス並みに裕福で、豪奢な生活を好んだ」と評している。ホランド男爵夫人エリザベス・フォックスも「見栄を張るが、中身がない」と酷評している。

### 政治観
庶民院議員の就任直後に1807年奴隷貿易法への賛成演説をして、さらに奴隷制度の廃止法案を提出したほどだったが、1807年以降に奴隷制度について発言したことはなかった。一方、カトリック解放問題ではハイ・トーリーとして知られ、1829年のアイルランド総督就任も前任者の初代アングルシー侯爵がカトリック教徒に同情的な態度をとって解任された直後の任命で、アングルシーより確固とした態度をもって臨むことを期待した任命だった。しかし、アイルランド総督の就任を許諾した手紙ではウェリントン公爵が首相としてカトリック解放問題を解決するのであれば、それを支持すると述べた。

ノーサンバーランド公爵と同時代の人物であるチャールズ・グレヴィルはノーサンバーランドに「政治観がない」と記述したが、『英国人名事典』では奴隷貿易問題とアイルランド総督としての行動を理由にこれを否定している。

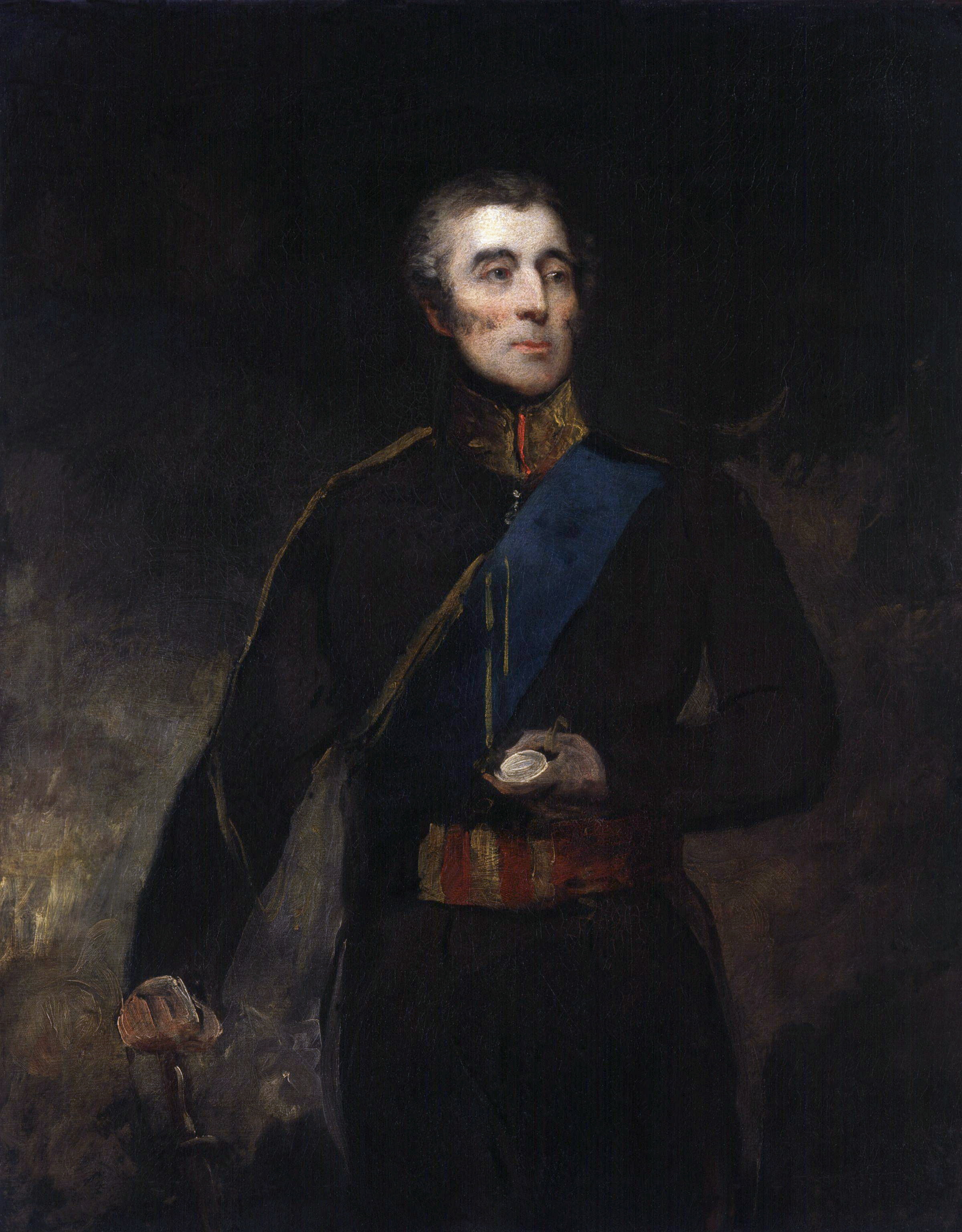
首相初代ウェリントン公爵。ジョン・ジャクソン画、1830年/1831年。
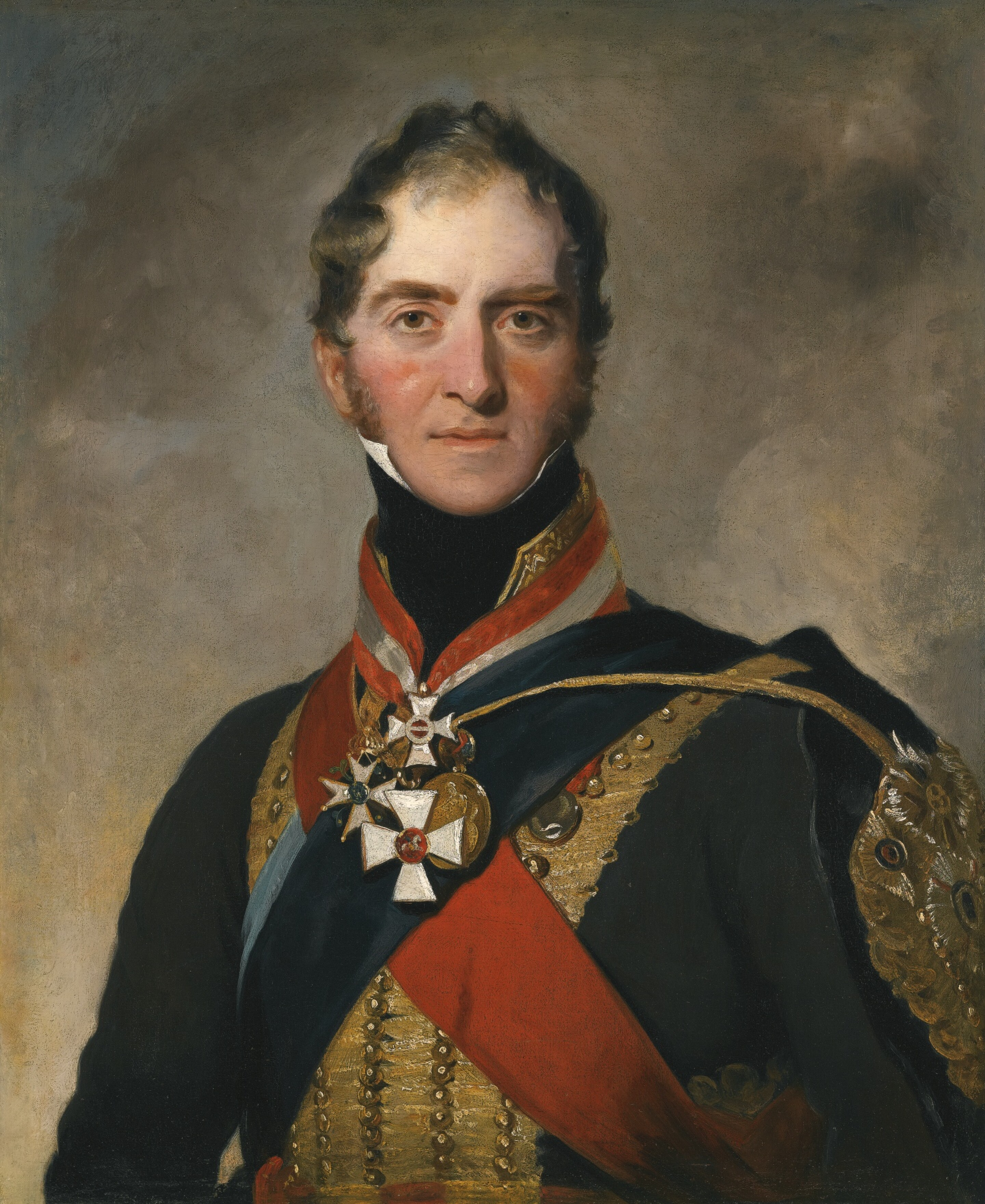
前任のアイルランド総督：初代アングルシー侯爵ヘンリー・パジェット

### アイルランド総督として
アイルランド総督としては、『オックスフォード英国人名事典』（2004年）では「愚かではないが、鈍感で想像力に欠く」と手厳しい評価が下されたが、「何も考えない鈍感さと首相ウェリントン公爵への絶対的な信頼はカトリック解放の実施を見届けることには必要だった」とも評している。『アイルランド人名事典』（2009年）はノーサンバーランド公爵が精力的に働き、ウェリントン公爵もノーサンバーランドの決心と慎重な助言に感銘を受けたとしており、『英国議会史』（1986年）に至っては「合同以降のアイルランドでは最高の総督と言える」とした。
一方、同時代の人物からは低い評価が下されることが多く、ロバート・ピールが「アイルランドを治めた最高の総督」と評したほかは『タイムズ』紙が訃報で公爵がアイルランド総督として「完全に嫌われるための才能も行動力もない」と酷評しており、同時代には公爵の想像力のなさについて「生活難に陥った織工の代表者にウェストコートを注文した」というジョークがあるほどだった。

## 家族

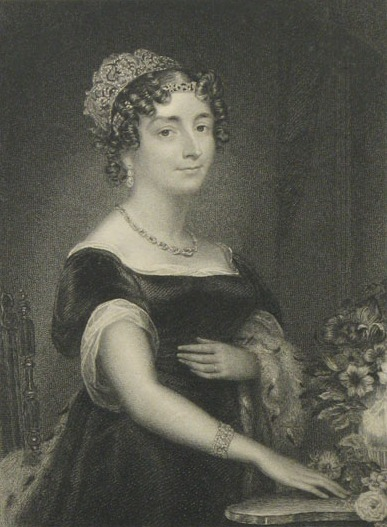
ノーサンバーランド公爵夫人の肖像画、1829年。

1817年4月29日、シャーロット・フロレンティア・クライヴ（1787年9月12日 – 1866年7月27日、初代ポウィス伯爵エドワード・クライヴの娘）と結婚したが、2人の間に子供はいなかった。グレヴィルによれば、シャーロットは愛想よく、ユーモアに富む人物で、夫婦関係では彼女が主導的だったという。